# Secteur de la pomme de terre au Canada
Au Canada, le secteur de la pomme de terre occupait en 2010 une superficie de 144 400 hectares pour une production de 4,4 millions de tonnes, plaçant le pays au treizième rang mondial des pays producteurs de pommes de terre, et au deuxième rang en Amérique derrière les États-Unis. Le rendement moyen se situait à 31,7 tonnes par hectare. Cette culture occupe une place modeste en superficie, environ 0.4 % de la surface agricole totale (évaluée à environ 35,9 millions d'hectares en 2006). La valeur totale de la production à la ferme était estimée à un peu plus de 792 millions de dollars canadiens en 2005.
La pomme de terre est cultivée dans toutes les provinces canadiennes et principalement dans les provinces atlantiques (Île-du-Prince-Édouard, Nouveau-Brunswick) et de l'ouest (Manitoba, Alberta). En 2010, l'Île-du-Prince-Édouard concentrait à elle seule environ 1/4 de la production canadienne, soit 1,16 million de tonnes.
Plus de 55 % des pommes de terre cultivées au Canada sont transformées industriellement, principalement en frites congelées et en croustilles.
Le premier groupe mondial de production de frites surgelées est la société McCain Foods dont le siège est situé à Florenceville (Nouveau-Brunswick).
La consommation annuelle moyenne par habitant s'élevait en 2005 à 65,6 kg, dont 29,8 kg de pommes de terre fraîches (45,4 %) et 35,8 kg de pommes de terre transformées (54,6 %), elles-mêmes réparties en frites et autres produits congelés (13,1 kg), croustilles (11,1 kg) et autres (conserves, etc. 11,6 kg).
Lors de la campagne 2005/2006, les échanges de pommes de terre et produits transformés ont produit un excédent  de 784 millions de dollars canadiens, dont 91,6 % pour les produits transformés et 8,4 % pour les pommes de terre fraîches, y compris les semences.

## Histoire
Voir Pomme de terre, diffusion dans le monde

## Évolution et structure de la production

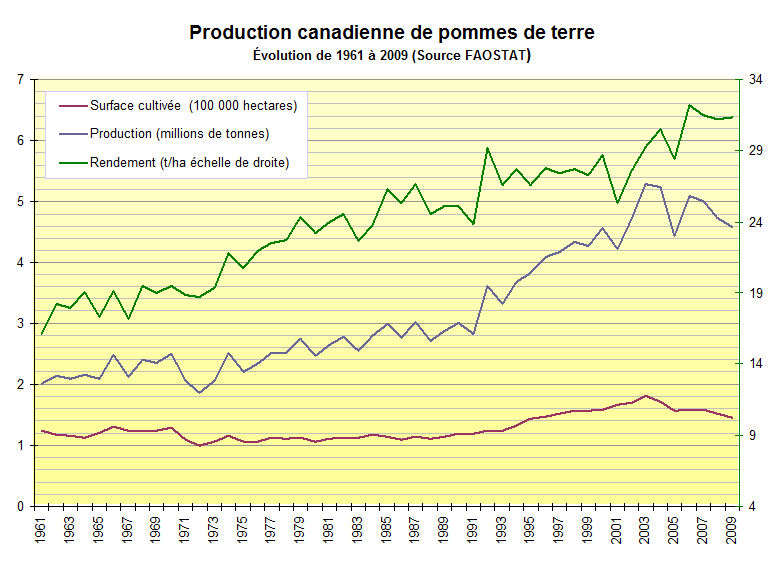
Évolution de la production canadienne de pommes de terre de 1961 à 2009.

La production canadienne de pommes de terre a sensiblement augmenté au cours des dernières décennies. Selon les statistiques publiées par la FAO, elle est passée de 2,01 millions de tonnes en 1961 à 4,58 Mt en 2009, soit une multiplication par un facteur 2,3. La croissance de la production a été particulièrement forte dans les années 1990 et le début des années 2000 pour atteindre son maximum historique à 5,28 millions de tonnes en 2003. Elle a légèrement décru depuis.
Dans le même temps, la surface ensemencée en pommes de terre a cru plus modérément passant de 125 000 hectares en 1961 à 146 000 en 2009. 
Le rendement moyen exprimé en tonnes par hectare a progressé très régulièrement tout au long de la période à un taux moyen annuel d'environ 2,9 %.

## Industrie de la pomme de terre
Principales entreprises du secteur de la pomme de terre au Canada :
- McCain Foods, frites et produits surgelés,
- Cavendish Farms, Île-du-Prince-Édouard,
- Maple Leaf Potatoes, Alberta,
- Saint Arneault, Québec,
- Chippery Inc., croustilles, Ontario,
- Covered Bridge Potato Chip Company, Nouveau-Brunswick,
- Old Dutch Foods, Manitoba,
- Humpty Dumpty Snack Foods, Ontario,
- Agrawest Foods, Île-du-Prince-Édouard,
- Agristar, Alberta,
- HSF Foods, Nouveau-Brunswick,
- Manitoba Starch Products,  Manitoba, production de fécule.
- Solanum Genomics International, Nouveau-Brunswick, société de biotechnologie spécialisée dans la recherche et le développement dans le domaine de la génomique des pommes de terre.

## Variétés
En 2011, selon l'Agence canadienne d'inspection des aliments, 88 variétés de pomme de terre sont officiellement enregistrées au Canada. 
Parmi celles-ci, certaines ont été sélectionnées au Canada pour répondre aux besoins des producteurs et transformateurs du pays. On peut citer notamment les variétés 'Yukon Gold' et 'Shepody'.
La première, 'Yukon Gold', fut la première variété sélectionnée au Canada. Issue d'un croisement réalisé en 1966 à l'université de Guelph et homologuée en 1980, c'est une variété destinée à la consommation en frais. Sa chair jaune la destine à un marché de niche, particulièrement pour les nouveaux immigrants européens car en Amérique du Nord, contrairement à l'Europe, la préférence des consommateurs va traditionnellement aux variétés à chair blanche. Sa couleur jaune est héritée de l'espèce Solanum phureja, pomme de terre andine présente dans son pedigree.
La seconde, 'Shepody', également homologuée en 1980, est une création  d'Agriculture Canada au Centre de recherches sur la pomme de terre de Fredericton (Nouveau-Brunswick). C'est une variété destinée à la production industrielle de frites surgelées qui a bénéficié de l'assistance de la société McCain qui recherchait une variété mieux adaptée que la 'Russet Burbank' aux conditions climatiques (courte saison de croissance) du Canada et du Nord-Est des États-Unis.
Dans la liste des variétés enregistrées figurent, sous les noms de code 'NL10-RBK', 'NL10-SUP', 'NL20-SHE'  et 'NL30-RBK-82', quatre variétés de pommes de terre transgéniques, dites « végétaux à caractères nouveaux », produites par la société Monsanto sous la marque NewLeaf. Dérivées des cultivars 'Russet Burbank', 'Superior', et 'Shepody', ces variétés présentent une résistance au doryphore combinée pour certaines à une résistance au virus Y ou au virus de l'enroulement. Elles ont été retirées du marché en 2001 mais restent homologuées au Canada ainsi qu'aux États-Unis.
Les dix variétés les plus cultivées pour la production de semences, classées en fonction des surfaces ensemencées, ont été en 2010 les suivantes :
| Variétés          | Origine    | Surface (ha) | Pourcentage |
| ----------------- | ---------- | ------------ | ----------- |
| 'Russet Burbank'  | États-Unis | 4605         | 22,2 %      |
| 'Goldrush'        | États-Unis | 1594         | 7,7 %       |
| 'Atlantic'        | États-Unis | 1004         | 4,8 %       |
| 'Kennebec'        | États-Unis | 907          | 4,4 %       |
| 'Norland'         | États-Unis | 893          | 4,3 %       |
| 'Superior'        | États-Unis | 885          | 4,3 %       |
| 'Russet Norkotah' | États-Unis | 775          | 3,7 %       |
| 'Shepody'         | Canada     | 753          | 3,6 %       |
| 'Chieftain'       | États-Unis | 751          | 3,6 %       |
| 'Yukon Gold'      | Canada     | 695          | 3,4 %       |
| total             |            | 20743        | 100,0%      |

## Organisations professionnelles et institutions

### Organisations professionnelles
- Producteurs unis de pommes de terre du Canada (United potato growers of Canada)[5].
- Fédération des producteurs de pommes de terre du Québec.
- Ontario Potato Board.
- PEI Potatoes (Île-du-Prince-Édouard).
- Potato Growers of Alberta.
- Potatoes New Brunswick / Pommes de terre Nouveau-Brunswick.
- Keystone Potato Producers Association (Manitoba).

### Organismes de recherche
- Centre de recherches sur la pomme de terre, Fredericton (Nouveau-Brunswick)[6]. Centre fédéral de recherches sur la pomme de terre.

- Programme de recherches sur la pomme de terre, Université de Guelph à Guelph (Ontario)[7].

- Banque canadienne de variétés de pommes de terre (Canadian Potato Variety Repository).

### Musée
- Musée de la pomme de terre de l’Île-du-Prince-Édouard à O’Leary.

## Gastronomie

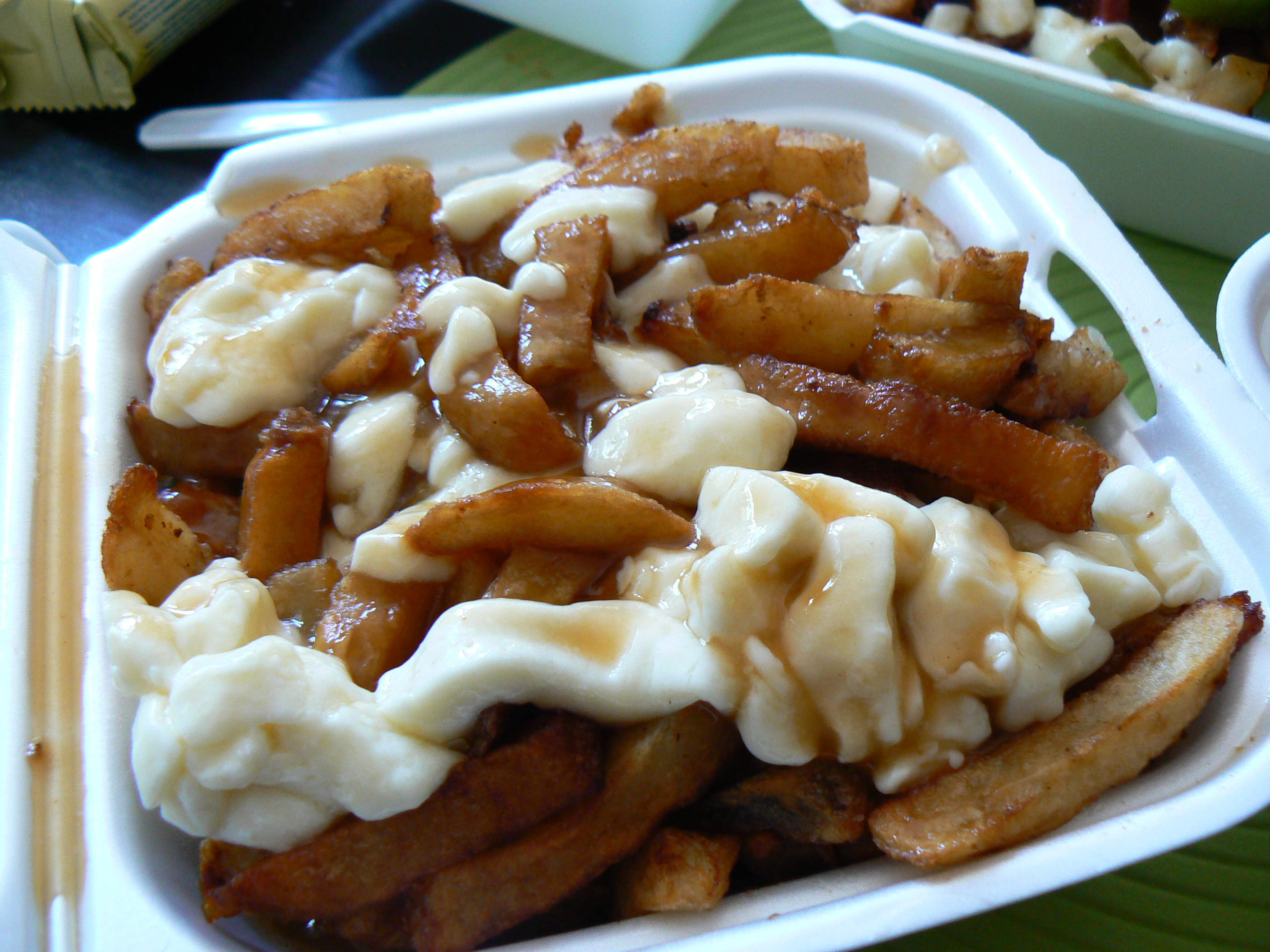
Poutine québécoise.

- Poutine québécoise, plat constitué de frites et de fromage en grains de cheddar frais recouverts d’une sauce chaude  (Québec) ;
- Poutine acadienne, boulette de pommes de terre râpées et farcies de lard ou de viande de porc (Nouveau-Brunswick) ;
- Pâté chinois, gratin de bœuf haché, maïs et pommes de terre en purée  (Québec).